# Campionato africano femminile di pallacanestro 1979
Il 6º Campionato africano femminile di pallacanestro FIBA (noto anche come FIBA AfroBasket Women 1979) si è svolto in Somalia dal 28 dicembre 1978 al 6 gennaio 1979.
I Campionati africani femminili di pallacanestro sono una manifestazione biennale tra le squadre nazionali, organizzata dalla FIBA Africa. Vincitore della manifestazione fu la squadra del Senegal.

## Squadre partecipanti
- Senegal
- Somalia
- Ghana

## Fase finale
| Squadra    | P | V | P | PF  | PS  | Differenza |
| ---------- | - | - | - | --- | --- | ---------- |
| 1. Senegal | 4 | 2 | 0 | 146 | 57  | +89        |
| 2. Somalia | 3 | 1 | 1 | 98  | 138 | -40        |
| 3. Ghana   | 2 | 0 | 2 | 101 | 150 | -49        |

| Mogadiscio 28 dicembre 1978 | Senegal | 77 – 32 (32-16) | Ghana |  |

| Mogadiscio 2 gennaio 1979 | Somalia | 73 – 69 (40-36) | Ghana |  |

| Mogadiscio 6 gennaio 1979 | Senegal | 69 – 25 (31-11) | Somalia |  |

## Classifica finale
| Posizione | Squadra | Vinte-Perse |
| --------- | ------- | ----------- |
|           | Senegal | 2-0         |
|           | Somalia | 1-1         |
|           | Ghana   | 0-2         |